# Противовирусный белок ZAP
Противовирусный белок с цинковыми пальцами (англ. Zinc-finger antiviral protein) — противовирусный фактор в живом организме, который ограничивает широкий спектр вирусов. Один из представителей противовирусных белков.
ZAP является частью врождённого иммунитета. Обнаруживается в цитоплазме клетки. Белок ZAP уничтожает вирусы, связываясь с их РНК в определенном участке, где за цитозином следует гуанин. У человека кодируется геном ZC3HAV1, расположенным в 7 хромосоме.

## Строение
У людей существуют две изоформы ZAP: ZAPS — короткая (англ. short), и ZAPL — длинная (англ. long). ZAPL содержит дополнительный домен поли(АДФ-рибоза)-полимеразу (PARP). Этот домен PARP в ZAPL не является ферментативно активным, но его мутация снижает противовирусную активность ZAPL. 
Цинковый палец (англ. Zinc-finger) — небольшой фрагмент белка, стабилизированный одним или двумя ионами цинка, с которым он соединяется координационными связями. При этом полипептидная цепочка в этом участке выпетливается в виде «пальца». Цинковые пальцы являются белковыми доменами, взаимодействующими с нуклеиновыми кислотами. Обе изоформы ZAP содержат четыре «цинковых пальца» типа CCCH (цистеин-цистеин-цистеин-гистидин) на N-конце.

## Функция
ZAP напрямую взаимодействует со специфическими последовательностями вирусной РНК и подавляет трансляцию мРНК мишени путем вмешательства в сборку комплекса инициации трансляции, во время которого ZAP взаимодействует с eIF4A и тем самым нарушает взаимодействие между eIF4A и eIF4G.
Описано, что противовирусный белок ZAP способен ингибировать репликацию вируса лейкоза мышей в клетках крыс. Позднее было обнаружено, что он ограничивает широкий спектр вирусов, включая альфа-вирусы, филовирусы, вирус гепатита В, вирус гриппа А и ретровирусы.
У человека молекула ZAP производится в костном мозге и лимфатических узлах, а работает в первую очередь в лёгких.
Однако некоторые вирусы способны противодействовать ZAP. У некоторых из них, например, у ВИЧ и возбудителя атипичной пневмонии — SARS-CoV, количество CpG-динуклеотидов в процессе эволюции уменьшилось, что снижает шансы ZAP обнаружить инфекцию. У таких вирусов сохранились лишь важнейшие для выживания CpG-динуклеотиды.